# 丹尼尔·哈加里

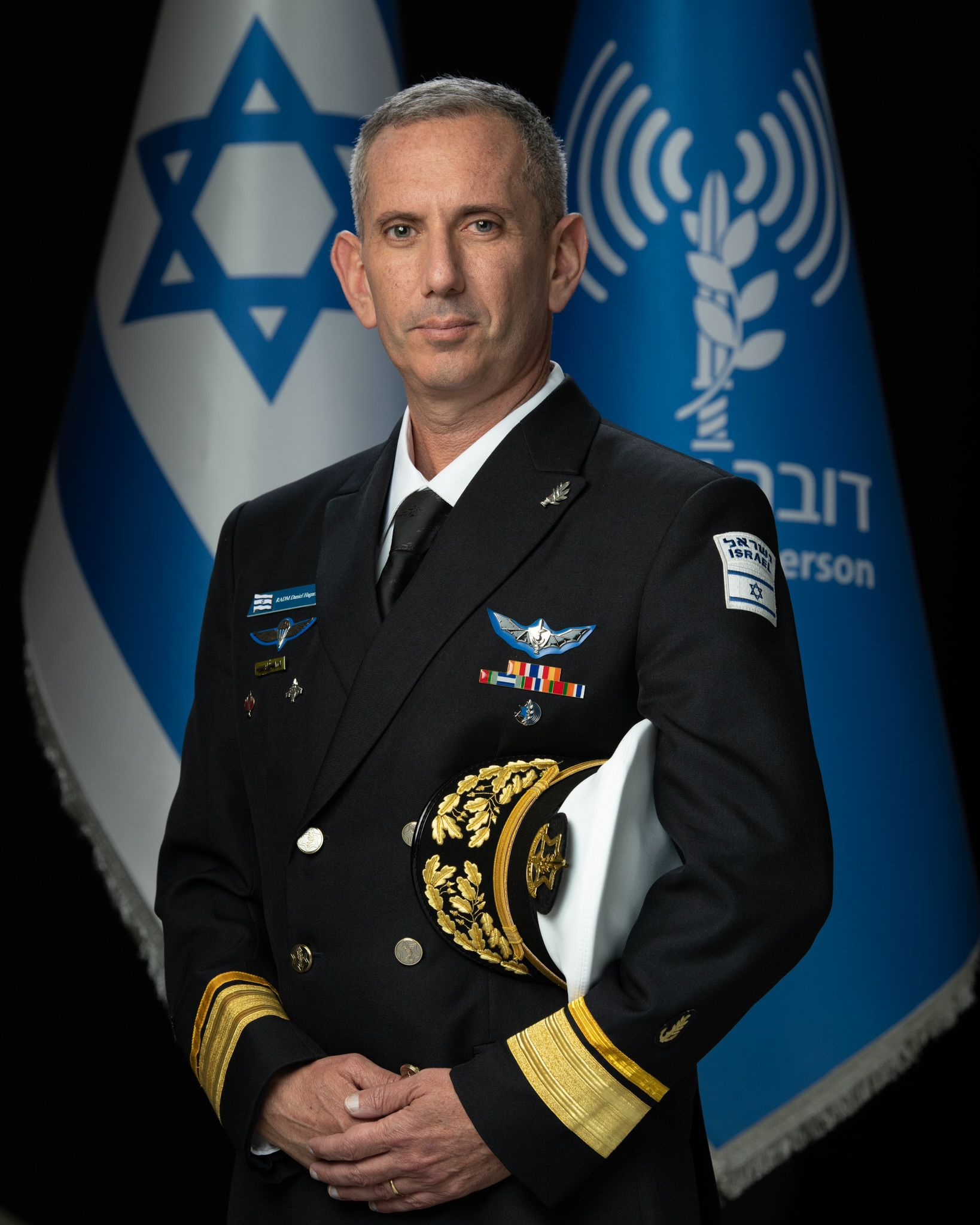
丹尼尔·哈加里

丹尼尔·哈加里（希伯來語：דניאל "דני" הגרי，1976年—）是一位以色列国防军海軍准将，他曾担任以色列海军作战指挥部司令、参谋长助理、第13突擊隊海军陆战队突击队長、参谋长办公室主任以及首席以色列國防軍發言人。

## 生平
1995年3月加入以色列國防軍，并加入第13突擊隊。 2004年後出任第13突擊隊战斗副隊長。 
2012年後出任以軍參謀總長本尼·甘茨中將的办公室主任。
2015年至2017年擔任以色列海军作战局局长。 2019年7月31日至2021年6月15日期間，丹尼尔·哈加里擔任第13突擊隊隊長。
2023年3月29日，丹尼尔·哈加里出任首席以色列國防軍發言人。任期至2025年3月結束。

## 个人生活
丹尼尔·哈加里有两个兄弟，他從小就住在特拉维夫。他已婚，有四个孩子。丹尼尔·哈加里拥有臺拉維夫大學哲学学士学位和外交与安全硕士学位。 